# ベース・ドラム・オブ・デス
ベースドラム・オブ・デス（Bass Drum of Death）は、2008年に結成された、ミシシッピ出身のガレージ・ロック・バンド。公式の略称は「BDoD」。

## 概要
バンドの中心人物であるジョン・バレットにより結成。
2008年まではボーカルのジョン・バレットがバスドラムとギターのみで演奏するワンマン・バンドであったが、現在はメンバーを加えて、ドラムとツインギターによる3人編成となっている。
ジョン・バレット自らレコーディング、及びすべての楽器を演奏しアルバムを制作している。
2011年4月12日に、デビュー・アルバムとなる『GB City』をファット・ポッサム・レコーズからリリース。この売り上げに満足したレコード会社はさらにヴァイナル盤を配給した。
2013年6月25日に、セカンド・アルバム『Bass Drum of Death』をリリースした。

## ディスコグラフィ

### スタジオ・アルバム
- GB City (2011年)
- Bass Drum of Death (2013年)
- Rip This (2014年)
- Just Business (2018年)
- Say I Won’t (2023年)

### EP
- Stain Stick Skin (2008年)
- High School Roaches (2010年)
- Too Cold to Hold / Wait (2020年)
- you were right (2021年)
- Say Your Prayers (2022年)
- Find It (2022年)